# Taipi
Taipi (Typee: A Peep at Polynesian Life) è il primo libro dello scrittore statunitense Herman Melville, apparso nel 1846. Si tratta di un lavoro in parte autobiografico.

## Trama
Il narratore, Tom, diserta dalla baleniera Dolly - in cui si trovava imbarcato da sei mesi - assieme all'amico Toby, durante una fermata intermedia nella baia di Nuku Hiva nell'arcipelago delle Isole Marchesi nell'Oceano Pacifico; i due cercano rifugio nell'entroterra tra gli isolani locali appartenenti ad un ceppo etnico denominato Taipi. Questi abitano in una valle remota dell'interno; una volta giunti, essi vengono inizialmente con molta gentilezza accolti ed ospitati da una famiglia, ma ben presto si ritrovano in pratica prigionieri.
Nel corso della narrazione viene descritta la vita quotidiana e le abitudini dei Taipi, che si crede pratichino il cannibalismo, la vita familiare e i differenti ruoli di genere esistenti, oltre ai rapporti militari intercorrenti con le altre tribù dell'isola. Toby riesce a scappare per primo con l'aiuto di un commerciante in barca; mentre Tom viene aiutato da un isolano che lo conduce verso la baia aperta e lì raccolto da una nave di passaggio statunitense.

## Traduzioni italiane
- Typee. Un'avventura nelle isole Marchesi, trad. di Bice Pareto Magliano, Torino, A. Formica, 1931.
- Typee. Avventure alle isole Marchesi, trad. di Esa Cugini, Firenze, Vallecchi, 1932.
- Typee. Racconto di un soggiorno fra I selvaggi delle isole Marchesi, trad. di  Bruno Tasso, Milano, Allegranza, 1944.
- Taipi, trad. di Luigi Berti, Milano, Mondadori, 1951; Milano, Mursia, 1986.
- Taipi, trad. di Francesco Saba Sardi, Milano, Feltrinelli, 1957; Roma, Editori Riuniti, 1968; Milano, Garzanti, 1970; Milano, Mondadori, 1984.
- Due romanzi dei mari del sud: Typee. Omoo, trad. di Marco Lombardi, Roma, Casini, 1961.
- Taipi, trad. di L. Ballerini, Milano, Rizzoli, 1965.
- Typee, trad. di Franco de Poli, Milano, Fabbri, 1969.
- Typee. Avventure alle isole Marchesi, trad. di E. Cugini, Firenze, Vallecchi, 1969.
- Taipi, trad. di Jolanda Sarzi Amade, Firenze, G. D'Anna, 1973.
- Taipi, a cura di G. Tomassini e P. Cortesi, Padova, CEDAM, 1998.
- Typee. Avventura in Polinesia, Prato, Piano B, 2011.